# Gare de Saint-Désiré
La gare de Saint-Désiré est une ancienne gare ferroviaire française de la ligne de Châteauroux à La Ville-Gozet, située sur le territoire de la commune de Saint-Désiré, dans le département de l'Allier, en région Auvergne-Rhône-Alpes.
Mise en service en 1884 par la Compagnie du chemin de fer de Paris à Orléans (PO), elle est fermée en 1987 par la Société nationale des chemins de fer français (SNCF). Racheté par la commune, l'ancien bâtiment voyageurs abrite notamment une bibliothèque et un cabinet médical.

## Situation ferroviaire
Établie à 335 mètres d'altitude, l'ancienne gare de Saint-Désiré est située au point kilométrique (PK) 340,180 de la ligne de Châteauroux à La Ville-Gozet (section déclassée), entre les gares fermées de La Cour-Vesdun et de Courçais.

## Histoire
La « station de Saint-Désiré », est mise en service le 22 septembre 1884 par la Compagnie du chemin de fer de Paris à Orléans (PO), lorsqu'elle ouvre à l'exploitation la section de La Châtre à Montluçon.
Après son ouverture, la gare devient un lieu important du village. Le train permet aux habitants de partir le matin pour aller travailler à Montluçon et d'en revenir le soir. La gare est fréquentée également pour des journées de détentes et d'achats. Le service des marchandises était également un spectacle, notamment lors des embarquements des bêtes lors de la foire du premier février.
Le service des voyageurs est fermé sur l'ensemble de la ligne en 1969, et l'arrêt des circulations de trains de marchandises a lieu en 1987.

## Patrimoine ferroviaire
L'ancien bâtiment voyageurs a été racheté par la commune à la fin des années 1980. Remis en état et réaménagé, il est réutilisé comme : cabinet médical, cabinet infirmier, bibliothèque et un logement en location à l'étage.